# 200 dnů hrůzy

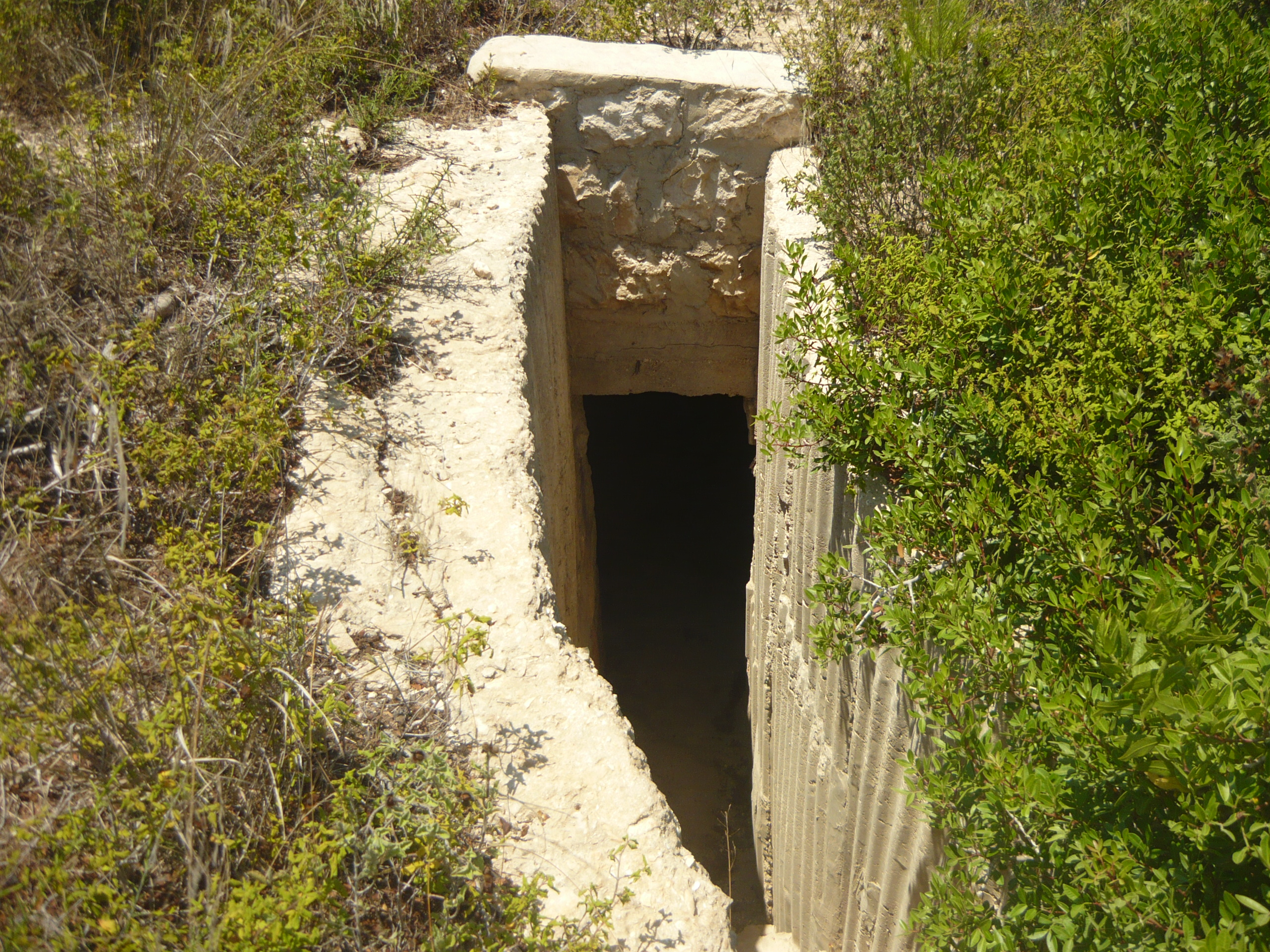
Britský bunkr na Karmelských horách

200 dnů hrůzy (hebrejsky : מאתיים ימי חרדה‎) je nazýváno období trvající od jara 1942 do 3. listopadu 1942, kdy jednotky německé jednotky Afrikakorpsu pod velením generála Erwina Rommela mířily na východ směrem na Suezský průplav a Palestinu.
Otázka jestli se bude Jišuv muset bránit proti nacistické invazi vyvstala během druhé světové války celkem dvakrát. První opravdovou hrozbu představoval roku 1941 německý útok ze severu od Sýrie a Libanonu, z území kontrolované německým spojencem – Vichistickou Francií. Toto nebezpečí pominulo po úspěchu operace Exporter, ve které bylo osvobozeno území dnešního Libanonu a Sýrie.
O rok později se objevilo mnohem vážnější ohrožení Židů v Palestině. Erwin Rommel a jeho Afrikakorps hrozili obsazením britských držav na Blízkém východě. Možnost německé invaze do Palestiny způsobila výrazný neklid a úzkost v místní židovské komunitě, která trvala až do listopadu roku 1942, kdy byl Rommel poražen v rozhodující bitvě u el-Alamejnu.